# Goniocuna dalli
Goniocuna dalli is een tweekleppigensoort uit de familie van de Condylocardiidae. De wetenschappelijke naam van de soort is voor het eerst geldig gepubliceerd in 1904 door Vanatta.